# Prisoners of Geography
Prisoners of Geography: Ten Maps That Tell You Everything You Need to Know About Global Politics és un llibre de no ficció sobre geopolítica de l'autor i periodista britànic Tim Marshall, editat el 2015 per l'editorial britànica Elliott & Thompson.
L'autor també va publicar una versió il·lustrada per a nens d'aquest llibre el 2019, títolat Prisoners of Geography - Our World Explained in 12 Simple Maps, i nominat a Llibre Waterstones de l'any. El 2021 va publicar The Power of Geography, el que es pot considerar una continuació d'aquest primer llibre.

## Contingut
El llibre cobreix els contextos i situacions geopolítiques de diverses regions vitals del món. Aquestes inclouen: Rússia, la Xina, els Estats Units, Europa, el Món Àrab, l'Àsia del Sud (principalment centrat en les anomalies geopolítiques de l'Índia i el Pakistan), l'Àfrica, el Japó i Corea, l'Amèrica Llatina i l'Oceà Àrtic (principalment els efectes geopolítics de la cursa pels recursos àrtics).
Descriu l'impacte que la geografia pot tenir en els afers internacionals, oferint una explicació per a esdeveniments geopolítics com són l'annexió de Crimea per part de Rússia, basant-se en la necessitat de Rússia de mantenir l'accés a ports d'aigua calenta, o les accions de la Xina al Tibet per fer complir la seva frontera amb l'Índia.

## Rebuda
Durant la primera setmana al mercat, el llibre va arribar a la posició número 1 de la The New York Times Best Seller list, a la número 2 del Sunday Times, i al número 12 de la llista de vendes d'Amazon.
Douglas Webster en un article a l'American Association of Geographers' Review of Books va concloure que "el llibre té un atractiu evident, però, corroborat pel seu èxit fins ara, com un manual informatiu i fàcil de llegir sobre la dinàmica geogràfica contemporània des d'una perspectiva geopolítica." tot i assenyalar que seria criticat pels exponents dels estudis globals, que veuen més influència dels factors sociològics que geogràfics.

### Vendes
Des que Prisoners of Geography es va publicar per primera vegada el 2015, ha estat el llibre més venut sobre geopolítica, amb una sèrie de 210 setmanes consecutives de venda de més de 1.000 exemplars a la setmana. Les vendes globals combinades de llibres són de més d'1,75 milions d'exemplars. S'ha publicat en més de 30 idiomes diferents i, només al Regne Unit des del 2015, les vendes a totes les edicions, inclòs el títol il·lustrat per a nens (des del 2019) han superat el milió d'exemplars.